# Dendrobiology
„Dendrobiology” – czasopismo naukowe Instytutu Dendrologii Polskiej Akademii Nauk w Kórniku, wydawane w języku angielskim przez spółkę „Bogucki Wydawnictwo Naukowe” w Poznaniu. W czasopiśmie publikowane są recenzowane artykuły badawcze, prace przeglądowe dotyczące biologii drzew i krzewów.

## Historia powstania
Czasopismo jest wydawane od 2000 roku jako kontynuacja rocznika „Arboretum Kórnickie” (1955-1999), przy czym zachowano ciągłość numeracji woluminów od 1955 roku. Pierwszym redaktorem naczelnym był Tadeusz Przybylski.
„Dendrobiology” powstało jako rocznik, w 2002 roku zmieniono cykl wydawniczy na półroczny. W 2017 roku podjęto decyzję o zaprzestaniu wydawania czasopisma w wersji drukowanej, ukazuje się w wersji elektronicznej. 

## Redaktorzy naczelni
- Tadeusz Przybylski
- Piotr Karolewski
- Marian J. Giertych do 2020
- Marcin K. Dyderski od 2021[1]